# Mohammed Saeid
Mohammed Khalid Saeid (Örebro, 24 december 1990) is een Zweeds voetballer. In 2015 verruilde hij Örebro SK voor Columbus Crew uit de Major League Soccer en nu voor de Colorado Rapids speelt.

## Clubcarrière
Saeid werd op zijn elfde gescout door Fulham tijdens een toernooi met zijn club BK Forward. Hij mocht vervolgens meespelen met de jeugd van Fulham maar tot een contract kwam het niet. West Bromwich Albion zag echter wel wat in de Zweed en voegde hem toe aan hun jeugdopleiding. In 2009 keerde hij terug bij BK Forward, uitkomend in Division 1. Bij BK Forward speelde hij in zesenvijftig competitiewedstrijden waarin hij acht doelpunten maakte. Zeven daarvan maakte hij in zijn laatste seizoen. AIK, Malmö FF en Mjällby toonden vervolgens allemaal interesse in hem. Hij besloot echter te tekenen bij Örebro SK. Zijn debuut in de Allsvenskan maakte hij uiteindelijk op 16 mei 2012 in een 2-2 gelijkspel tegen AIK. Op 29 oktober 2014 tekende hij bij Columbus Crew.